# Dothideales
Ordre
Les Dothideales sont un ordre de champignons ascomycètes.

## Taxinomie

### Liste des familles
Selon Catalogue of Life (28 mars 2016) :
- famille Dothideaceae
- famille Dothioraceae
- famille Incertae sedis
- famille Saccotheciaceae

Selon ITIS (28 mars 2016) :
- famille Coccoideaceae P. Henn. ex Sacc. & D. Sacc., 1905
- famille Dothideaceae Chevall., 1826
- famille Dothioraceae Theiss. & H. Syd., 1917
- famille Planistromellaceae M.E. Barr, 1996

### Liste des familles, genres, espèces et non-classés
Selon NCBI (28 mars 2016) :
- famille Aureobasidiaceae
  - genre Aureobasidium
    - Aureobasidium caulivorum
    - Aureobasidium iranianum
    - Aureobasidium leucospermi
    - Aureobasidium mansonii
    - Aureobasidium melanogenum
    - Aureobasidium namibiae
    - Aureobasidium proteae
    - Aureobasidium pullulans
    - Aureobasidium subglaciale
    - Aureobasidium thailandense
    - Aureobasidium zeae

  - genre Columnosphaeria
    - Columnosphaeria fagi

  - genre Kabatiella
    - Kabatiella bupleuri
    - Kabatiella harpospora
    - Kabatiella lini
    - Kabatiella microsticta

  - genre Pseudosydowia
    - Pseudosydowia eucalypti

  - genre Saccothecium
    - Saccothecium sepincola
- famille Dothideaceae
  - genre Coniozyma
    - Coniozyma leucospermi

  - genre Cylindroseptoria
    - Cylindroseptoria ceratoniae

  - genre Dothidea
    - Dothidea berberidis
    - Dothidea hippophaeos
    - Dothidea insculpta
    - Dothidea muelleri
    - Dothidea ribesia
    - Dothidea sambuci

  - genre Endoconidioma
    - Endoconidioma populi

  - genre Neocylindroseptoria
    - Neocylindroseptoria pistaciae

  - genre Rhizosphaera
    - Rhizosphaera kalkhoffii
    - Rhizosphaera kobayashii
    - Rhizosphaera macrospora
    - Rhizosphaera oudemansii
    - Rhizosphaera pini
    - Rhizosphaera pseudotsugae

  - genre Scleroconidioma
    - Scleroconidioma sphagnicola

  - genre Stylodothis
    - Stylodothis puccinioides
- famille Dothioraceae
  - genre Delphinella
    - Delphinella abietis
    - Delphinella strobiligena

  - genre Dothichiza
    - Dothichiza pithyophila

  - genre Dothiora
    - Dothiora cannabinae
    - Dothiora elliptica
    - Dothiora europaea
    - Dothiora rhamni-alpinae
    - Dothiora sorbi

  - genre Hormonema
    - Hormonema carpetanum
    - Hormonema macrosporum
    - Hormonema prunorum
    - Hormonema viticola

  - genre Kabatina
    - Kabatina juniperi
    - Kabatina thujae

  - genre Metasphaeria
  - genre Plowrightia
    - Plowrightia abietis
    - Plowrightia periclymeni

  - genre Pringsheimia
    - Pringsheimia euphorbiae
    - Pringsheimia smilacis

  - genre Pseudoseptoria
    - Pseudoseptoria collariana
    - Pseudoseptoria obscura

  - genre Sydowia
    - Sydowia japonica
    - Sydowia polyspora
- non-classé mitosporic Dothideales
  - genre Dichomera
    - Dichomera eucalypti
    - Dichomera saubinetii
    - Dichomera versiformis

  - genre Hobsonia
    - Hobsonia santessonii

  - genre Hortaea
    - Hortaea acidophila
    - Hortaea thailandica
    - Hortaea werneckii

  - genre Selenophoma
    - Selenophoma australiensis
    - Selenophoma juncea
    - Selenophoma linicola
    - Selenophoma mahoniae

  - genre Stigmina
    - Stigmina juniperina
    - Stigmina palmivora
    - Stigmina platani
- non-classé unclassified Dothideales
  - fungal endophyte EMS10
  - fungal endophyte EMS51
  - fungal endophyte WMS28
  - unidentified dothidealean sp. MS191
  - unidentified dothidealean sp. MS316
- non-classé Dothideales incertae sedis
  - genre Biatriospora
    - Biatriospora mackinnonii
    - Biatriospora marina

  - genre Endococcus
    - Endococcus fusigera

  - genre Lineolata
    - Lineolata rhizophorae

  - genre Macrovalsaria
    - Macrovalsaria megalospora

  - genre Neopeckia
    - Neopeckia asperulispora